# كأس الاتحاد الإنجليزي 2005–06
كأس الاتحاد الإنجليزي 2005–06 (بالإنجليزية: 2005–06 FA Cup)‏ هو الموسم 125 من  كأس الاتحاد الإنجليزي. الذي يشرف على تنظيمه الاتحاد الإنجليزي لكرة القدم، وفاز فيه نادي ليفربول.